# Ligne Shinkansen Nagano
Ne doit pas être confondu avec Ligne Nagano ou Ligne Kintetsu Nagano.
La ligne Shinkansen Nagano (長野新幹線, Nagano-Shinkansen) était le nom d'une ligne à grande vitesse japonaise entre  les gares de Takasaki et Nagano, aujourd'hui partie de la ligne Shinkansen Hokuriku.
Elle a été ouverte le 1er octobre 1997 par la East Japan Railway Company (JR East) pour relier Tokyo à Nagano en vue des Jeux olympiques d'hiver de 1998, d'où son appellation. La ligne Shinkansen Nagano constituait alors la première section du projet Shinkansen Hokuriku en direction de Kanazawa, Tsuruga, et éventuellement Osaka.

## Histoire
- 1er octobre 1997 : Inauguration de la ligne entre Takasaki et Nagano.
- 14 mars 2015 : Inauguration de la ligne Shinkansen Hokuriku entre Nagano et Kanazawa. Le nom de ligne Shinkansen Nagano n'est plus utilisé.

## Liste des gares
| Gares                  | Distance depuis Takasaki (km) | Correspondances (Réseaux / Lignes) | Localisation | Localisation |
| ---------------------- | ----------------------------- | --- | ------------ | ------------ |
| Takasaki 高崎          | 0                             | - JR East Shinkansen : Jōetsu - JR East : Agatsuma, Jōetsu, Hachikō, Ryōmō, Shin'etsu, Shōnan-Shinjuku, Takasaki - Jōshin Railway : Jōshin | Takasaki     | Gunma        |
| Annaka-Haruna 安中榛名 | 18,5                          | | Annaka       | Gunma        |
| Karuizawa 軽井沢       | 41,8                          | - Shinano Railway : Shinano Railway | Karuizawa    | Nagano       |
| Sakudaira 佐久平       | 59,4                          | - JR East : Koumi | Saku         | Nagano       |
| Ueda 上田              | 84,2                          | - Shinano Railway : Shinano Railway - Ueda Railway : Bessho                                                                                | Ueda         | Nagano       |
| Nagano 長野            | 117,4                         | - JR East : Iiyama, Shin'etsu, Shinonoi - Nagaden : Nagano - Shinano Railway : Kita-Shinano                                                | Nagano       | Nagano       |